# Secret Escapes
Secret Escapes ist ein britischer Reiseveranstalter, der über das Internet ermäßigte Luxushotel-Aufenthalte und Luxusreisen anbietet. Secret Escapes ist in Deutschland, vielen Ländern der EU, der Schweiz, dem Vereinigten Königreich und den Vereinigten Staaten tätig.

## Geschichte
Secret Escapes hieß DMC Cruise Limited, bis es am 16. November 2010 Tom Valentine und Alex Saint in Secret Escapes umbenannten, als sie eine Nachfrage nach Luxusreise-Angeboten in Großbritannien feststellten. 2014 erwarb das Unternehmen die deutsche Buchungsanwendung Justbook. 
Im Juli 2015 bekam das Unternehmen 60 Mio. US-Dollar von Octopus Investments und von Google Ventures, und erwarb My City Venue in Großbritannien; damit kamen weitere 1200 Veranstaltungsorte und 1,4 Millionen Mitglieder hinzu. Laut IBT hat das Unternehmen über 19 Millionen Mitglieder und hat 2 Millionen Übernachtungen verkauft.
Im Oktober 2015 setzte Secret Escapes seine Expansion in Deutschland mit der Übernahme von Travista fort.
2017 erwarb Secret Escapes die Slevomat Group, Mittel- und Osteuropas führendes Reiseunternehmen. 2018 wurde TravelBird erworben.